# 桑谷夏子
桑谷夏子（日语：／ Kuwatani Natsuko，1978年8月8日—），日本女性配音員。出身於東京都青梅市。目前是自由身。身高148cm。O型血。

## 簡介
原屬ARTSVISION，現所屬I'm Enterprise。代代木動畫學院、日本播音演技研究所出身。
為人熟悉的代表配音作品有《妹妹公主》主角可憐、《純情房東俏房客 Again》的浦島可奈子、《閃靈二人組》的工藤卑彌呼、《最後流亡》的艾莉絲蒂亞·艾格紐、《完美超人Joe》的席薇亞、《薔薇少女》的翠星石、《魔法少女奈葉》的艾爾芙&《魔法少女奈葉StrikerS》的璐缇希雅·阿爾菲諾、《魔法老師！》的綾瀨夕映、《涼宮春日》系列的朝倉涼子、《瀨戶的花嫁》的卷、《夜櫻四重奏》的士夏彥八重、《戰國BASARA》系列的春日、《向陽素描×☆☆☆》系列的桑原老師、《未來日記》的美神愛、《銀河戰警》的特威德魯蒂、《咲-Saki-》的蒲原智美等。

### 來歷
桑谷於1998年參加雜誌的一般募集下，以同年播出的電視動畫《男女蹺蹺板》（聲演路人少女A）成為她的聲優出道作。在那之後因聲演《妹妹公主》的女主角可憐而一舉成名，同時與在同名作品合作的同行望月久代、小林由美子、水樹奈奈共4人一起组成聲優團體「Prits（日语：Prits）」。
另一方面，為紀念廣播節目《VOICE CREW》延長持續播出，桑谷與當時一起搭檔主持的齋藤千和兩人一起組成「coopee」。
2008年3月1日，桑谷從出道以來所屬的ARTSVISION轉移到I'm Enterprise。
2013年5月，由于声带感染了病毒，暂时停止了活动，同年6月回归。
2021年8月27日，开设Twitter和YouTube账号。
2023年9月30日，退出I'm Enterprise，成为自由身。

### 人物、逸事
興趣有游泳、滑雪、插圖。
喜歡戴太陽眼鏡，討厭所有的蟲子。另外，雖然是在8月出生而取名為“夏子”，但她自己不是很喜歡夏天。相反的她很喜歡冬天，因此去過各家滑雪場練滑雪。
高中時期曾經立志要當漫畫家，因此高2的時候有投稿作品至出版社。但到了畢業卻沒能以漫畫家出道而選擇放棄，轉念以投入配音為目標。成為配音員之後，參加動畫《魔法少女奈葉》系列的相關活動時，曾有在活動舞台現場展示自己畫的插圖並獲得同席的女性同事說「好棒!!」等掌聲的逸事。並在2003年8月至2005年8月間在雑誌《電擊Animaga》常發表插圖和「話」的感想短文。
桑谷曾在電腦遊戲《鳥籠的另一邊》（聲演露媞雃·布蘭結）念劇本時說法語。她說到目前為止自己最投入的角色是《銀河戰警》的特威德魯蒂。

### 交友關係
友人有中原麻衣、齋藤千和、石毛佐和、小林由美子、釘宮理惠、力丸乃梨子、野川櫻、堀江由衣、田村由香里等人。另外，她也自稱和清水香里、植田佳奈是三姐妹。
《涼宮春日》系列動畫（含衍生作品《小長門有希的消失》）播出以來，被聲演主角阿虛的杉田智和認定是位具存在感但很可靠的人，因此杉田給予她「小巨人」的稱號。
与在妹妹公主共演的望月久代、小林由美子、水樹奈奈组成「Prits（プリッツ）」的声优组合。
在广播『VOICE CREW』的放送延長纪念回，与一起担任主持人的斋藤千和组成「coopee（クーピー）」组合。

## 演出作品
※粗體字表示說明飾演的主要角色。

### 電視動畫
1998年
- 男女蹺蹺板（女學生A 等）

2001年
- 心之圖書館（小兔）
- 妹妹公主（可憐[11]）
- 可愛巧虎島
- 七虹香電擊作戰（御津星奇拉拉[12]、ZK）

2002年
- Weiß kreuz Glühen
- 銀河戰警（特威德魯蒂）
- 閃靈二人組（工藤卑彌呼）
- 妹妹公主 RePure（可憐）
- 噴嚏大魔王之小呵欠（千代田小百合）

2003年
- 聖槍修女（費歐蕾〈芙羅蕾特·哈本海特〉[13]）
- 廢棄公主（菲伏爾·阿瑪賴特）
- 急救超人兵團（可憐）
- 初音島（紫和泉子、小學生）
- 偵探學園Q（望、護理師）
- 成惠的世界（音無麗）
- 驚爆危機？校園篇（料理社社員）
- 真珠美人魚（女學生C）
- 最後流亡（艾莉絲蒂亞·艾格紐[14]）

2004年
- 海底大冒險（日语：アクアキッズ）
- 犬夜叉（志麻）
- 女孩萬歲 first season（梨梨花·史戴希）
- 完美超人Joe（席薇亞）
- 雙戀（千草戀）
- 魔法少女奈葉（艾爾芙）
- （友子）
- 美鳥的日記（岩崎紅子）
- 薔薇少女（翠星石[[[Wikipedia:格式手册/链接#章節|錨點失效]]]）

2005年
- 我太太是高中生（女服務生）
- 女孩萬歲 second season（梨梨花·史戴希）
- 我的主人愛作怪（艾莉西雅）
- 曙光少女（卡夏·瑪比利古[15]）
- 初音島 Second Season（紫和泉子）
- 變形金剛：銀河之力（歌羅米）
- 蜂蜜與四葉草（女學生C）
- 雙戀 Alternative（千草戀）
- 怪醫黑傑克（學生）
- 黏黏妖美少女（赤澤清美[16]）
- 魔法少女奈葉A's（艾爾芙）
- 魔法老師！（綾瀨夕映、女僕）
- 薔薇少女 彷如夢境（翠星石）

2006年
- 櫻蘭高校男公關部（春日崎奏子／嘟嘟鳥）
- Canvas2 ～彩虹色的圖畫～（菜乃花惠里）
- Keroro軍曹（Chiroro）
- 涼宮春日的憂鬱 (2006年版)（朝倉涼子[[[Wikipedia:格式手册/链接#章節|錨點失效]]]）
- 草莓危機（南都夜夜）
- 魔法老師!?（綾瀨夕映）[注 2]
- 魔法美少女（魔宮滿）
- 甜蜜偶像（結城瞳子）
- 薔薇少女 序曲（翠星石）

2007年
- 地獄少女 二籠（清）
- 少年陰陽師（天后）
- Sketchbook ～full color's～（冰室風）
- 瀨戶的花嫁（卷）
- Devil May Cry（安潔莉娜）
- 魔法少女奈葉StrikerS（璐缇希雅·阿爾菲諾、奧莉絲·蓋茲、塞緹、艾爾芙）

2008年
- S·A特優生 ～Special A～（牛窪櫻）
- 神奇寶貝鑽石&珍珠（ハル）
- ×××HOLiC◆繼（茅乃）
- 夜櫻四重奏（士夏彥八重）

2009年
- 犬夜叉 完結篇（阿貉）
- KIDDY GiRL-AND（特威德魯蒂）
- CLANNAD ～AFTER STORY～（木村）
- 咲-Saki-（蒲原智美）
- 地獄少女 三鼎（宮嶋幸）
- 戰國BASARA（春日[17]、夢吉）
- 天體戰士桑雷德（みさ）

2010年
- 玩伴貓耳娘（女性廣播）
- 異世界聖機師物語（凱雅·弗朗）
- 戰國BASARA貳（春日[18]、夢吉）
- 哆啦A夢 (水田山葵版)（良子、女孩子）
- 向陽素描×☆☆☆（桑原老師〈代替〉[注 1]）
- 向陽素描×☆☆☆ 特別篇（桑原老師）[注 1]
- 夢色蛋糕師（知念美果）

2011年
- 神樣DOLLS（綾女）
- 塔麻可吉！（帕里香）
- 日常（連裙裝女性）
- 向陽素描×SP（桑原老師〈第2代〉）[注 1]
- 結界女王（[19]）
- 迷茫管家與膽怯的我（瑪莉亞）
- 未來日記（美神愛〈7th〉）
- 最後流亡 -銀翼的飛夢-（艾莉絲蒂亞·艾格紐[20]）

2012年
- 翡翠森林狼與羊 ～秘密的朋友～（莉莉）
- 境界線上的地平線II（威廉·塞西爾、F·沃爾辛厄姆）
- 咲-Saki- 阿知賀篇 episode of side-A（蒲原智美）
- 人類衰退之後（女醫、B學姊）
- 塔麻可吉！Yume Kira Dream（ゆめままっち、帕里香、黛西）
- 探險托里蘭托（莉娜）
- 向陽素描×蜂窩（桑原老師）
- 武裝神姫（瑪莉·瀧川·賽蕾絲／賽蓮型神姬）
- Persona4 the ANIMATION（上原小夜子）
- 希望宅邸 3D（川野沙英）
- 希望宅邸 3D PLUS（川野沙英）

2013年
- 塔麻可吉！Miracle Friends（くよくよっち）
- 塔麻可吉！Yume Kira Dream（まじょっこっち）
- 夜櫻四重奏 -花之歌-（士夏彥八重[21]）
- 薔薇少女 (新作)（翠星石[22]）

2014年
- 蜡笔小新（桃子）
- GO-GO 塔麻可吉！（ゆめままっち、帕里香）
- 咲-Saki- 全國篇（蒲原智美）
- 人生諮詢電視動畫「人生」（三上菜菜子）
- 戰國BASARA Judge End（春日[23]）
- 哆啦A夢 (水田山葵版)（洒落子）
- HAMATORA -超能偵探社-（米絲緹）

2015年
- GO-GO 塔麻可吉！（なでしこっち）
- Charlotte（西森柚咲母親）
- 小長門有希的消失（朝倉涼子[24]）
- 放學後的昴星團（護士）
- 魔法少女奈葉ViVid（璐緹希雅·阿爾菲諾）

2016年
- ViVid Strike！（璐緹希雅·阿爾菲諾）
- Schwarzesmarken（Suzy Cave）
- 半田君傳說（半田清舟的母親〈半田繪美[注 3]）
- 名偵探柯南（須田久美）

2017年
- 青之驅魔師 京都不淨王篇（聰的母親）
- 櫻花任務（柊聖美[25]）
- 悠久持有者！ ～魔法老師！2～（綾瀨夕映[26]）

2018年
- HUG！光之美少女（野乃堇[27]）
- ONE PIECE（葛德）
- Free！ -Dive to the Future-（桐嶋郁彌〈幼少期〉）
- 我喜歡的妹妹不是妹妹（可憐）
- 學園BASARA（春日[28]）

2019年
- 魔王陛下RETRY！（伊耶）
- 鬼滅之刃（累的母親）

2020年
- 暗黑破壞神在身邊。（千佳子的母親）

2022年
- BLEACH 千年血戰篇（斬魄刀）

### OVA
2002年
- 純情房東俏房客 Again（浦島可奈子[29]）

2003年
- 真愛故事 -Summer Days, and yet…（日语：トゥルー・ラブストーリー#True Love Story -Summer Days, and yet...）（楠瀨緋菜）

2005年
- 鴉 -KARAS-

2006年
- 魔法老師！春（綾瀨夕映）
- 魔法老師！夏（綾瀨夕映）
- 秋之回憶 #5 中斷的影片 THE ANIMATION（觀島香月）

2008年
- 瀨戶的花嫁OVA（卷）
- 魔法老師！ ～白之翼 ALA ALBA～（綾瀨夕映）

2009年
- AIKa ZERO（日语：AIKa ZERO）（凪紗里佐子）
- 異世界聖機師物語（凱雅·弗朗）
- 魔法老師！ ～另一個世界～（綾瀨夕映）
- 希望宅邸（川野沙依）

2010年
- 魔法老師！ 另一個世界Extra 魔法少女夕映♥（綾瀨夕映）
- 夜樱四重奏 ～星之海～（士夏彥八重）

2011年
- Baby Princess 3D樂園0（LOVE）（媽媽）
- 希望宅邸？（川野沙依）

2013年
- 夜櫻四重奏 ～月之泣～（士夏彥八重）[注 4]

2014年
- 鎖鏈戰記 ～短篇動畫～（艾蕾努斯、小孩[30]）

2015年
- 咲-Saki-（蒲原智美）
- 小長門有希的消失（朝倉涼子[[[Wikipedia:格式手册/链接#章節|錨點失效]]]）[注 5]

2016年
- 斬首循環 藍色學者與戲言跟班（千賀明[31]）

### 電影動畫
2010年
- 涼宮春日的消失（朝倉涼子[[[Wikipedia:格式手册/链接#章節|錨點失效]]][32]）
- 魔法少女奈葉 The MOVIE 1st（艾爾芙）

2011年
- 劇場版 戰國BASARA -The Last Party-（夢吉[33]）
- 劇場版 魔法老師！ ANIME FINAL（綾瀨夕映）

2012年
- 魔法少女奈葉 The MOVIE 2nd A's（艾爾芙）

2016年
- 最後流亡 -銀翼的飛夢- Over The Wishes（艾莉斯堤雅·艾格纽[34]）

2017年
- 魔法少女奈葉Reflection（艾爾芙）

2018年
- Code Geass反叛的魯路修 II 叛道（老師[注 6]）

### 網路動畫
2009年
- 小涼宮春日的憂鬱（朝倉涼子／小朝倉、小孩）
- 小鶴屋學姊的四格（小朝倉）

2011年
- 暗黑貓（日语：ライブドアネットアニメ）（琪琪、秘書）

2019年
- 拳願阿修羅（戶川好子[35]）

### 遊戲
2001年
- 妹妹公主（可憐）

2002年
- La Pucelle 光之聖女傳說（日语：ラ・ピュセル 光の聖女伝説）（艾克蕾爾／暗黑艾克蕾爾）

2003年
- 妹妹公主2（可憐）
- 初音島Plus Situation（紫和泉子）
- D→A:BLACK（日语：D→A:BLACK） Dream Collection Vol.2（尤莉艾爾·艾連庫來因）
- 真愛故事 -Summer Days, and yet…（日语：トゥルー・ラブストーリー#True Love Story -Summer Days, and yet...）（楠瀨緋菜）
- for Symphony ～with all one's heart～（高坂香月）

2004年
- D→A:WHITE（日语：D→A:WHITE）（尤莉艾爾·艾連庫來因）
- 雙戀（千草戀）

2005年
- 戰國BASARA（春日）
- 初音島 Four Seasons（日语：D.C. Four Seasons 〜ダ・カーポ〜 フォーシーズンズ）（紫和泉子）
- 完美超人Joe 戰鬥嘉年華（席薇亞）
- 雙戀 Alternative：戀愛、少女與機關槍（千草戀）
- 雙戀島 ～戀愛與泳裝的生存遊戲～（千草戀）
- 魔法老師！第1堂課 這個小孩子老師是魔法使！（綾瀨夕映）
- 魔法老師！第2堂課 戰鬥吧少女們！麻帆良大運動會特輯（綾瀨夕映）
- MEDICAL91（三條明日香）
- 秋之回憶 #5 中斷的影片（觀島香月）
- 拉吉亞達物語（日语：ラジアータ ストーリーズ）（克洛媞婭）
- 甜蜜偶像（結城瞳子）
- Realize -Panorama Luminary-（日语：リアライズ (ゲーム)）（芝浦八重）

2006年
- 高機動交響曲GPO
- 召喚夜響曲4（愛普榭特）
- 草莓危機（南都夜夜）
- 戰國BASARA2（春日）
- 鳥籠的另一邊（露媞雃·布蘭結）
- 魔法老師!? 第3堂課 戀愛和魔法和世界樹傳說（綾瀨夕映）
- 魔法老師!? 超麻帆良大戰（綾瀨夕映）
- 巨蟲魔島（米雪兒）
- 魔法老師！課外活動 少女們心動的海灘風情（綾瀨夕映）
- 摔角天使生存者（日语：レッスルエンジェルス#レッスルエンジェルス サバイバー）（藤島瞳、狐狸真帆）

2007年
- （天后）
- 戰國BASARA2 英雄外傳（春日）
- 魔法老師!? 超麻帆良大戰2 CHECK IN 溫泉全員集合！（綾瀨夕映）
- 魔法老師!? 新契約對戰（綾瀨夕映）
- 魔法老師!? 夢乙女（綾瀨夕映）
- 火焰之纹章 曉之女神（美加雅）
- 秋之回憶 #5 encore（観島香月）
- 妖鬼姬傳 ～妖魔幻燈話～（椿）

2008年
- 小鳩鳩丘高校女子拳鬥部（日语：小鳩ヶ丘高校女子ぐろ〜部 Gleam of Force）（長宗我部雪江）
- 涼宮春日的困惑（日语：涼宮ハルヒの戸惑）（朝倉涼子[[[Wikipedia:格式手册/链接#章節|錨點失效]]]）
- 無限邊疆 超級機器人大戰OG傳奇（日语：無限のフロンティア スーパーロボット大戦OGサーガ）（Henne Valkyria、蘿希·密斯托拉爾）
- 摔角天使生存者2（藤島瞳、狐狸真帆）

2009年
- 涼宮春日的激動（日语：涼宮ハルヒの激動）（朝倉涼子）
- 戰國BASARA 熱戰英雄（春日）
- 兵器少女 艾格潔莉卡（日语：トリガーハート エグゼリカ）（〈廣播劇CD、PS2〉）
- 甜蜜戀情（冴木）[注 7]
- 水之魔石（梅爾羅茲·基修）

2010年
- 亞迦雷斯特戰記2（日语：アガレスト戦記2）（凡妮莎）
- 咲-Saki- Portable（日语：咲-Saki- Portable）（蒲原智美）
- 戰國BASARA3（春日）
- 初音島Plus Situation Portable（紫和泉子[36]）
- 超次元戰記 戰機少女（GUST妹妹）
- 武裝神姫 BATTLE MASTERS（日语：武装神姫 BATTLE MASTERS）（瑪莉·瀧川·賽蕾絲）
- 魔界戰記2 PORTABLE（暗黑意可蕾）[注 8]
- 魔法少女奈葉A's PORTABLE -THE BATTLE OF ACES-（日语：魔法少女リリカルなのはA's PORTABLE -THE BATTLE OF ACES-）（艾爾芙）
- 皇家新娘稜鏡物語（日语：マリッジロワイヤル#マリッジロワイヤル プリズムストーリー）（美宇）
- 無限邊疆EXCEED 超級機器人大戰OG傳奇（日语：無限のフロンティアEXCEED スーパーロボット大戦OGサーガ）（Henne Valkyria、蘿希·密斯托拉爾）

2011年
- 海貓鳴泣之時 ～真實與幻想的夜想曲～（古戶繪梨花）
- 涼宮春日的追憶（朝倉涼子）
- 戰國BASARA 年代群雄（春日）
- 戰國BASARA3 宴（春日）
- 超次元戰記 戰機少女mk2（GUST妹妹）
- 魔法少女奈葉A's PORTABLE -THE GEARS OF DESTINY-（日语：魔法少女リリカルなのはA's PORTABLE -THE GEARS OF DESTINY-）（艾爾芙）

2012年
- 黏土人新世代（日语：ねんどろいど じぇねれ〜しょん）（艾爾芙）
- 未來日記 第13位日記持有者 RE: WRITE（美神愛）

2013年
- 境界線上的地平線 PORTABLE（威廉·塞西爾、F·沃爾辛厄姆[37]）
- 幻獸姬（巴哈姆特）

2014年
- 私立格里莫瓦魔法學園（日语：グリモア〜私立グリモワール魔法学園〜）（風槍美奈[38]）
- 戰國BASARA4（春日[39]）
- 82H（小鳥遊希實[40]）
- （翠星石）
- 薔薇少女 扭轉命運（翠星石[41]）
- 御城收藏 ～CASTLE DEFENSE～（小谷城[42])

2015年
- 咲-Saki- 全國篇（蒲原智美[43]）
- XUCCESS HEAVEN（天地怜美、倉科椿姫[44]）
- 戰國BASARA4 皇（春日[45]）

2016年
- 【】（淺倉咪咪）
- 超級機器人大戰V（胡蝶）
- 雀刑事（北方字美[46]）
- 戰國BASARA 真田幸村傳（春日）

2018年
- 聖火降魔錄 英雄雲集（米卡雅、特媞絲）
- Negimate! UQ HOLDER! ～魔法老師！2～（綾瀨夕映）
- 超級機器人大戰X（胡蝶）
- 問答RPG 魔法使與黑貓維茲（肯妮金）
- 23/7（神名繪里沙）

2019年
- 戰國BASARA 戰鬥派對（春日[47]）

#### 同人遊戲
2010年
- 黃金夢想曲（古戶繪梨花）

### 外語配音

#### 電影
- 安娜與武林（英语：Anna in Kungfuland）（峨媚妹）
- 麻辣女王2：美麗的要命 ※DVD版。
- 我的第一次婚禮（英语：My First Wedding (2006 film)）（珊迪〈卡羅琳·卡弗（英语：Caroline Carver）〉）
- 何處是我家

#### 電視影集
- 惡作劇之吻（獨孤敏兒〈尹承雅〉）
- 流星花園（松岡優紀／小優〈楊丞琳〉）
- 珍·瑪波：書房女屍 ※NHK BS Premium版。
- 希望之歌（徐嘉熙〈金素妍〉）

#### 動畫
- Aqua Kids（英语：Aqua Kids）（利奧）※東京電視台版。
- 鬼馬小精靈 (1995年版)（波伊爾）※Cartoon Network版。
- 大力士（英语：Hercules (1998 TV series)）（女學生）
- 少年悍將（土石女（英语：Terra (comics)）〈阿什利·約翰遜（英语：Ashley Johnson）〉）

### 特攝影集
2007年
- Kawaii！JeNny（日语：Kawaii! JeNny）（撫子的聲音）

### 影片
- 妹妹公主 -the Eve-
- 魔法老師！ 麻帆良學園中等部2-A：一學期休業式
- 魔法老師！ 麻帆良學園 大麻帆良祭
- 魔法老師!? 3-A 1學期開學日
- 魔法老師!? Princess Festival（日语：Princess Festival） DVD
- 涼宮春日的激奏（日语：涼宮ハルヒの激奏）
- 雙戀 情人節恐慌 DVD（2005年6月22日）

### 廣播節目
- 妹妹公主 ～和哥哥一起～（日语：シスター・プリンセス〜お兄ちゃんといっしょ）（文化放送、大阪放送、東海電台：2001年10月7日－2002年10月6日）
- VOICE CREW（日语：VOICE CREW）（FM NACK5：2001年10月7日－2002年9月29日，第9代節目主持人／與齋藤千和共同）
- 電擊G's電台（日语：電撃G's Radio）（文化放送、大阪放送、東海電台：2002年10月13日－2004年6月27日）
- （文化放送：2003年1月－6月，與志倉千代丸、村田步共同）
- （animateTV（日语：アニメイトタイムズ）：2003年4月17日－8月7日，與川澄綾子輪班擔任）
- （文化放送：2003年10月3日 - 2004年3月25日）
- chica☆chica（チカチカ）（聲優Wave（日语：声優Wave）：2005年7月7日－2006年6月23日）
- 麻帆良學園中等部3-A 放學後的秘密（日语：麻帆良学園中等部2-A・ヒミツの放課後）（Star Child：2006年12月15日－2007年3月30日）
- （niconico頻道：2008年4月5日－2009年3月26日）
- 夏子與千和的Tsunpiri Raido（日语：夏子と千和のツンピリラヂヲ）（文化放送：2008年10月24日－2014年6月30日）[48]
- 鷲崎健（日语：鷲崎健）與長嶋陽香的Cheki Labo（日语：鷲崎健と長嶋はるかのチェキらぼ）（關西電台：2009年2月6日，嘉賓）
- 網路廣播 電視動畫「戰國BASARA」【銀】（animateTV：2009年4月9日－9月24日）
- 寶貝公主Radio 樂園0［LOVE］（HiBiKi Radio Station：2011年2月14日－8月15日）
- （RADICON（日语：らじこん）：2012年8月8日－）
- 小長門有希的消失 北高文藝社廣播支社（Lantis web radio（日语：ランティスウェブラジオ）：2015年4月20日－12月28日）[49]

### 廣播劇
- TBS廣播 EB★RADI 夜晚的連續智能手機小說（日语：エブ★ラジ 夜の連続スマホ小説）「我會保護你的。」[50]

### 電子漫畫
- VOMIC Switch Girl!! ～變身指令～（2007年，妮諾）

### 廣播劇CD
- S·A特優生 ～Special A～ 廣播劇CD1 「慧·宙·純·龍」篇（牛窪櫻）
- 廣播劇CD EREMENTAR GERAD The original（奇雅〈奇理特·恩芭蒂莉雅〉）
- CHROME BREAKER 退魔啟示錄（日语：クロム・ブレイカー）（莉莉加）
- 廣播劇CD Sketch Book Stories ～前夜祭～（冰室楓）
- （田宮禮子）
- 水手服與重戰車（竹內麻里子）
- 廣播劇CD 殭屍屋麗子（日语：ゾンビ屋れい子）（貓神理沙）
- Dear 親愛的 廣播劇CD系列（布莉諾·哈威爾）
  - dear 【親愛的】
  - dear ～親愛的～ A story of the next day
- 廣播劇CD Twinkle Saber NOVA（日语：ティンクルセイバー#ドラマCD）（水乃緒玲）
- 真愛故事 -Summer Days, and yet…（日语：トゥルー・ラブストーリー#True Love Story -Summer Days, and yet...） 玩家角色系列 Vol.1
- H+P -HimePara-（日语：H+P -ひめぱら-）（艾利絲）
- VoiceCD Happy Girl's ～我的王子～（たまき）
- 魔法少女奈葉 Sound Stage系列
  - 魔法少女奈葉 Sound Stage 02、03（艾爾芙）
  - 魔法少女奈葉 Sound Stage 01－03（艾爾芙）
  - 魔法少女奈葉 Sound Stage 01（艾爾芙）
- 魔法老師！系列（綾瀨夕映）
- 夢想燈籠（日语：夢想灯籠）（巴）[注 9]
- 薔薇少女（翠星石[51]）

### 音樂CD
- 專輯「Memories of Series」（觀島香月）
- 妹妹公主系列相關CD
  - 妹妹公主 ～12位天使們～（2001年2月7日 KICA-532）
  - VoiceCD 妹妹公主 ～最喜歡哥哥了～ 系列
  - Prologue of Sister Princess ～Dear My Brother～（2001年4月4日 KICM-3007）
  - 笑顔がNO.1！（イチバン）（2001年7月4日 KICM-3011）
  - Sister Princess Kaleidoscope（2001年9月29日 KICA-556）
- 涼宮春日系列（朝倉涼子）
  - 涼宮春日的憂鬱 角色歌曲 Vol.5 朝倉涼子（2006年12月6日）
  - 雪花飄搖直落的未來（2015年4月29日）
  - 小長門有希的消失 CHARACTER SONG SERIES “In Love” case.2 ASAKURA RYOKO（2015年5月27日）
- 瀨戶的花嫁 角色歌曲4 HITMAN!! 卷
- D→A（日语：D→A:BLACK） Dream Collection Vol.2（尤莉艾爾·艾連庫來因）
- D→A Vocal Collection（尤莉艾爾·艾連庫來因）
- Prits（日语：Prits）（望月久代、小林由美子、水樹奈奈、桑谷夏子）相關CD
  - Sakura Revolution（2002年1月1日 KICM-3019）
  - 告白“下決定”吧！（日语：告白“決めてよ!”）（2002年2月1日 KICM-3023）
  - Private Emotion（2002年3月1日 KICM-3026）
  - cherry blossom（日语：cherry blossom (Pritsのアルバム)）（2002年12月25日 KICA-589）
- 魔法老師！系列相關CD
  - Invitation ～歡迎來到圖書館～（2004年3月24日）
    - 圖書館探險社（能登麻美子、石毛佐和、桑谷夏子）

  - 魔法老師！ 麻帆良學園中等部2-A系列
  - Happy☆Material（日语：ハッピー☆マテリアル）（1月度：Original Version）（2005年2月16日）
    - 麻帆良學園中等部2-A（木村圓、笹川亞矢奈（日语：笹川亜矢奈）、白鳥由里、山川琴美、淺倉杏美、桑谷夏子）

  - 師傅，我想傾聽你指教（日语：おしえてほしいぞぉ、師匠）（2005年5月11日）
    - 師傅和煩惱的少女組（松岡由貴、笹川亞矢奈、Hazuki（日语：田中葉月）、渡邊明乃、桑谷夏子）

  - 1000%SPARKING！／A-LY-YA！（2007年 能登麻美子、石毛佐和）
  - 最佳專輯「真夜中Philosophy／隊／Hello Again」
  - Happy☆Material Return（2008年）
  - Theme Song Collection「Magical Twinkle Sky／Good vibration!!」（2010年）
  - 風約束 -旅立歌-（2011年8月24日）

### 廣播CD
- 按常理思考是呼叫桑谷小姐的時候了吧CD ～『anitama.com standard 拜託了♪（日语：アニたまどっとコム standard まるなげ♪）』 DJ-CD vol.2～（2008年）[52]

### 廣告
- 東京電視台廣告「告白“下決定”吧！（日语：告白“決めてよ!”）」PV的露面出演（聲優組合Prits（日语：Prits）成員名義）
- 週刊少年Magazine 魔法老師！（2006年11月－12月度）
- 魔法老師！ 麻帆良學園 大麻帆良祭 廣告（綾瀨夕映）[注 10]

### 柏青哥、角子機
2009年
- 超真實麻雀（日语：スーパーリアル麻雀 (パチスロ)）（麻比奈百合奈）

2017年
- CR魔法老師！（綾瀨夕映[53]）

### 其它
- Sister princess Valentine Party
- NHK教育「新日曜美術館」（聲優組合Prits（日语：Prits）成員名義出演）
- 東京臨海新交通臨海線新豐洲車站站內指南旁述
- 水樹奈奈『Song Communication』幕後和聲（後收錄在水樹她的第21張單曲『PHANTOM MINDS』）
- 心跳時計（艾里西亞·桑特雷爾〈公主〉）
- 幻想鄉御伽草子 ～Witches gathering～（艾莉絲·馬加特洛伊徳）

## 腳註

## 外部連結
- 桑谷夏子的X（前Twitter）
- 桑谷夏子官方网站
- YouTube上的桑谷夏子頻道
- なっちゃんの記録\，存于 桑谷夏子的官方個人部落格（舊）
- （日語）－桑谷夏子的官方個人部落格。
- I'm Enterprise官網的聲優簡介 （页面存档备份，存于） （日語）